# Sondre Rossbach
Sondre Løvseth Rossbach (Porsgrunn, 7 febbraio 1996) è un calciatore norvegese, portiere dello Stabæk.

## Biografia
È il figlio di Einar Rossbach, ex portiere professionista.

## Carriera

### Club

#### Odd
Rossbach ha giocato per Brevik e Urædd, per poi passare all'Odd prima dell'inizio del campionato 2012. Ha esordito in squadra il 17 aprile 2013, schierato titolare nel primo turno del Norgesmesterskapet: ha mantenuto inviolata la sua porta nella vittoria per 0-5 sull'Husøy & Foynland.
Nel corso del mese di settembre 2013, il portiere titolare dell'Odd, André Hansen, ha subito un infortunio che gli avrebbe fatto terminare la stagione in anticipo. Rossbach ha avuto così modo di debuttare nell'Eliteserien: il 22 settembre è stato infatti titolare nella vittoria casalinga per 5-1 sull'Aalesund. In vista del campionato 2014, ha cambiato il numero di maglia, passando dal 13 al 12.
Il 15 gennaio 2016 ha rinnovato il contratto che lo legava all'Odd fino al 31 dicembre 2018. Il 24 ottobre successivo ha ricevuto la candidatura come miglior portiere del campionato al premio Kniksen.
Il 25 agosto 2022 è passato al Vålerenga con la formula del prestito.
Il 25 gennaio 2023 è stato girato agli svedesi del Degerfors con la medesima formula. Ha difeso la porta del club in 24 partite sulle 30 in calendario, ma la squadra ha finito per terminare l'Allsvenskan 2023 al penultimo posto, retrocedendo.
Il 5 gennaio 2024 si è trasferito a titolo definitivo allo Stabæk, per cui ha siglato un contratto biennale.

### Nazionale
Il 30 settembre 2013, il commissario tecnico Tor Ole Skullerud ha inserito il nome di Rossbach tra i convocati della Norvegia under 21 in vista delle partite di qualificazione al campionato europeo di categoria del 2015, contro dell'Azerbaigian e Israele. Il 10 ottobre è stato così schierato in campo nella sfida persa per 1-3 contro la formazione azera.

## Statistiche

### Presenze e reti nei club
Statistiche aggiornate al 5 gennaio 2024.
| Stagione       | Club       | Campionato | Campionato | Campionato | Coppe nazionali | Coppe nazionali | Coppe nazionali | Coppe continentali | Coppe continentali | Coppe continentali | Supercoppe | Supercoppe | Supercoppe | Totale | Totale |
| Stagione       | Club       | Comp       | Pres       | Reti       | Comp            | Pres            | Reti            | Comp               | Pres               | Reti               | Comp       | Pres       | Reti       | Pres   | Reti   |
| -------------- | ---------- | ---------- | ---------- | ---------- | --------------- | --------------- | --------------- | ------------------ | ------------------ | ------------------ | ---------- | ---------- | ---------- | ------ | ------ |
| 2011           | Urædd      | 3D         | ?          | -?         | CN              | ?               | -?              | -                  | -                  | -                  | -          | -          | -          | ?      | -?     |
| 2013           | Odd        | ES         | 7          | -11        | CN              | 1               | 0               | -                  | -                  | -                  | -          | -          | -          | 8      | -11    |
| 2014           | Odd        | ES         | 3          | -4         | CN              | 1               | 0               | -                  | -                  | -                  | -          | -          | -          | 4      | -4     |
| 2015           | Odd        | ES         | 30         | -41        | CN              | 4               | -5              | UEL                | 8                  | -14                | -          | -          | -          | 42     | -60    |
| 2016           | Odd        | ES         | 30         | -35        | CN              | 3               | -5              | UEL                | 4                  | -5                 | -          | -          | -          | 37     | -45    |
| 2017           | Odd        | ES         | 23         | -28        | CN              | 1               | -4              | UEL                | 5                  | -2                 | -          | -          | -          | 29     | -34    |
| 2018           | Odd        | ES         | 28         | -35        | CN              | 1               | -2              | -                  | -                  | -                  | -          | -          | -          | 29     | -37    |
| 2019           | Odd        | ES         | 30         | -40        | CN              | 5               | -7              | -                  | -                  | -                  | -          | -          | -          | 35     | -47    |
| 2020           | Odd        | ES         | 29         | -49        | -               | -               | -               | -                  | -                  | -                  | -          | -          | -          | 29     | -49    |
| 2021           | Odd        | ES         | 17         | -32        | CN              | 0               | 0               | -                  | -                  | -                  | -          | -          | -          | 17     | -32    |
| gen.ago. 2022  | Odd        | ES         | 0          | 0          | CN              | 3               | -5              | -                  | -                  | -                  | -          | -          | -          | 3      | -5     |
| Totale Odd     | Totale Odd | Totale Odd | 197        | -275       |                 | 19              | -28             |                    | 17                 | -21                |            | -          | -          | 233    | -324   |
| ago.-dic. 2022 | Vålerenga  | ES         | 2          | -8         | CN              | -               | -               | -                  | -                  | -                  | -          | -          | -          | 2      | -8     |
| 2023           | Degerfors  | A          | 24         | -49        | CS+CS           | 3+0             | -2+0            | -                  | -                  | -                  | -          | -          | -          | 27     | -51    |
| 2024           | Stabæk     | 1D         | 0          | 0          | CN              | 0               | 0               | -                  | -                  | -                  | -          | -          | -          | 0      | 0      |
| Totale         | Totale     | Totale     | ?          | -?         |                 | ?               | -?              |                    | 17                 | -21                |            | -          | -          | ?      | -?     |